# Ландиона
Ландио̀на (на италиански: Landiona; на пиемонтски: Langion-a, Ланджон-а) е село и община в Северна Италия, провинция Новара, регион Пиемонт. Разположено е на 184 m надморска височина. Населението на общината е 614 души (към 2010 г.).